# 中村あゆみ
中村 あゆみ（なかむら あゆみ、1966年6月28日 - ）は、日本のシンガーソングライター。大阪府出生・出身、福岡県出身。株式会社Lady.A社長。
明治大学付属中野高校定時制中退。明大中野高校時代の同級生には、シブがき隊、少年隊、石川秀美、奥居香、パパイヤ鈴木、三田寛子などがいた。

## 略歴
大阪で生まれる。出生後すぐに福岡県福岡市に転居するが、中村が4歳の時に両親が離婚し、父親と共に生まれ故郷の大阪に再度移り住む。その後、東大阪市の高校で1年過ごした後、福岡の母親宅に戻り、福岡県筑紫野市の私立九州産業高校へ転校するが、半年後に上京。定時制高校に通いながら、昼はOLをして自活。OL退職後は道路工事の仕事をし、真夜中はディスコなどで遊びまくるというハードな生活を送っていた。そんな中、「面白い子がいる」と噂になり、大手芸能プロダクションから声がかかったこともあるが、デビューするまでには至らなかった。当時は歌手ではなく、女優を目指していた。また更にその前は、貿易会社の社長やインテリアコーディネータになりたいと思っていた。
その後、当時住んでいた自宅に泥棒が入ったため、困り果てて知り合いの飲食店に駆け込んだところ、後のプロデューサーである高橋研と出会う。この出会いがデビューのきっかけとなった。
高橋と知り合うまでまともに音楽は聴いたことはなく、それまでレコードは1枚も持っていなかったという。高校3年の1984年9月5日に高橋研プロデュースによるシングル「MIDNIGHT KIDS」でハミングバードレコード（現・ワーナーミュージック・ジャパン）よりデビュー。翌1985年4月21日にリリースした3枚目のシングル「翼の折れたエンジェル」が日清カップヌードルのCMに起用されて大ヒットを記録する。
1985年8月31日に日比谷野外音楽堂でREBECCAとジョイントライブをしたのをきっかけに毎年8月31日は「AYUMIDAY」とし、日本武道館などでスペシャルライブを行った。
代表曲には、「翼の折れたエンジェル」のほかに、翌1986年「ちょっとやそっとじゃCAN'T GET LOVE」、1989年「ともだち」などがある。その他、プロレスラーの鈴木みのるに入場曲「風になれ」を提供している。
1987年にはデビュー期からのプロデューサーである高橋の元を離れ、自作曲を発表するようになる。
1994年、結婚し、1997年に離婚。翌1998年に再婚し、1999年の出産を機に音楽活動を休止したが、2004年に2度目の離婚を経て、加山雄三のイベントにゲスト出演をしたことを契機に歌手活動を再開した。
独特のハスキーボイスの持ち主で、「デビューするに至り、自ら喉を潰した」などと言及されることが多々あるが、中村自身は生まれながらのものと語っている。

## AYUMIDAY
1985年8月31日に日比谷野外音楽堂でREBECCAとジョイントライブを開催したことをきっかけに毎年8月31日は「AYUMIDAY」とし、日本武道館などでスペシャルライブを行っていた。
- 1985年8月31日 日比谷野外音楽堂
- 1986年8月31日 明治神宮野球場
- 1987年8月31日 オープンシアターEAST
- 1988年8月31日 日本武道館
- 1989年8月31日 日本武道館
- 1990年8月31日 横浜アリーナ
- 1991年8月31日 渋谷ON AIR EAST（現・Shibuya O-EAST）[5]
- 1992年8月31日 渋谷公会堂・大阪IMPホール・名古屋ダイアモンドホール
- 1993年8月31日 渋谷公会堂
- 1994年8月31日 渋谷公会堂
- ※当初よりAYUMIDAYは10回までということで計画されていた。以降も同日に何回かLIVEを開催しているが、それは本来のAYUMIDAYとは異なるものである。

## Rock Alive
現在所属する㈱Lady.Aへの移籍を契機に、本格的なワンマンLIVEの活動を再開。ショーアップされた演出で、本格的なロックバンド編成での年に1度の中村あゆみ祭として、恒例行事になっている。
- 2016年12月4日 「Rock Alive 2016」川崎CLUB CITTA’ -主催:㈱K's
- 2017年6月24日 「Rock Alive Birthday Special!!!」名古屋ReNY limited -主催:㈱K's
- 2017年10月7日 「Rock Alive 2017」川崎CLUB CITTA’ -主催:㈱K's
- 2018年8月12日 「Rock Alive 2018」渋谷区文化総合センター大和田さくらホール -主催:㈱K's
- 2018年11月24日「Rock Alive 2018 in 大阪」サンケイホールブリーゼ -主催:㈱K's
- 2019年8月25日 「Rock Alive 2019 ‘AYUMI DAY SPECIAL’ in 東京」さくらホール -主催:㈱K's
- 2019年8月31日 「Rock Alive 2019 ‘AYUMI DAY SPECIAL’ in 福岡」都久志会館 -主催:㈱K's
- 2019年9月28日 「Rock Alive 2019 ‘AYUMI DAY SPECIAL’ in 大阪」松下IMPホール -主催:㈱K's
- 2020年～2022年はコロナ禍によリ開催を見合わせた。
- 2022年12月25日「Rock Alive 2022 X'mas special」有楽町ヒューリックホール(予定) -主催:WOWOWプラス

## ママホリ
2021年、コロナ禍の中「疲弊しているママたちを元気にする」をコンセプトにスタートしたママ・アーティストたちの音楽祭「ママホリ」のオーガナイザーを務める。
- 2021年12月10日 「ママホリ2021～Genking Live」品川ステラボール -主催:㈱K's
- 2022年10月10日 「ママホリ2022～Genking Live」立川ステージガーデン -主催:㈱K's

## ディスコグラフィー

### シングル
|      | 発売日         | タイトル                                                                         | 最高 順位 | 登場 週数 | 主なタイアップ                                                                          |
| ---- | -------------- | -------------------------------------------------------------------------------- | --------- | --------- | --------------------------------------------------------------------------------------- |
| 1st  | 1984年9月5日   | Midnight Kids／Million Nights                                                    | 不明      | 不明      | 毎日放送テレビドラマ『やさしい闘魚たち』主題歌                                          |
| 2nd  | 1984年12月16日 | ぼくのスノビズム／悲しみのセンセイション                                         | 不明      | 不明      | 「ビタワン」CMソング                                                                    |
| 3rd  | 1985年4月21日  | 翼の折れたエンジェル／100粒の涙                                                  | 4         | 22        | 日清食品「カップヌードル」CMソング                                                      |
| 4th  | 1985年10月21日 | A BOY／涙のTwistin' Heart                                                        | 7         | 7         | （12インチ・シングル）                                                                  |
| 5th  | 1986年2月16日  | 真夜中にラナウェイ／朝が来るまでRock'n Roll                                      | 17        | 10        |                                                                                         |
| 6th  | 1986年4月16日  | ちょっとやそっとじゃCAN'T GET LOVE／Three Time Looser                            | 2         | 13        | カネボウ'86夏キャンペーンCMソング                                                       |
| 7th  | 1986年11月21日 | ONE HEART／SAVE ME                                                               | 13        | 13        | TBS『世界・ふしぎ発見!』エンディングテーマ                                              |
| 8th  | 1987年3月21日  | Rolling Age／Wild Child Boundのテーマ                                            | 24        | 6         |                                                                                         |
| 9th  | 1987年10月21日 | Still／R&BにWoo...NASARETE                                                       | 17        | 8         | テレビ朝日系ドラマ『風呂上がりの夜空に』テーマソング                                    |
| 10th | 1988年3月30日  | Precious friend／Take Me To The Kids Night                                       | 16        | 9         |                                                                                         |
| 11th | 1988年10月19日 | Only You／フェンスの向こうへ                                                     | 12        | 8         |                                                                                         |
| 12th | 1989年4月12日  | ともだち／ボクのガールフレンド                                                   | 6         | 18        | '89カナダドライ「ジンジャーエール」CMソング                                             |
| 13th | 1989年7月19日  | メインストリート／19 BLUES                                                       | 19        | 7         | '89カナダドライ「ジンジャーエール」CMソング                                             |
| 14th | 1990年1月31日  | LIKE A FIRE／長い夜（INSTRUMENTAL）                                              | 13        | 7         |                                                                                         |
| 15th | 1990年5月2日   | It's All right／パラダイス                                                       | 8         | 7         | テレビ朝日系ドラマ『ザ・刑事』テーマソング                                              |
| 16th | 1990年7月25日  | BROTHER／We Will Get Together                                                    | 23        | 14        | MIZUNOスーパースターCMソング                                                            |
| 17th | 1991年3月27日  | HERO／LIVE LIVE LIVE                                                             | 13        | 8         | MIZUNOスーパースターCMソング                                                            |
| 18th | 1992年9月23日  | Jin Jin Jin／夜明けのLove Song for You                                           | 13        | 10        | MIZUNOメガヘルツCMソング                                                                |
| 19th | 1993年1月27日  | LADY BOOGIE／Tears of Diamonds                                                   | 33        | 6         | TBS『世界・ふしぎ発見!』エンディングテーマ                                              |
| 20th | 1993年6月23日  | MIDNIGHT HALLELUJAH／やせっぽっちのジョニーE.（Live Version）                    | 96        | 1         | CAPCOM SFC用ソフト 『ファイナルファイト2』CMソング                                      |
| 21st | 1994年8月24日  | 空飛ぶ魔法のジュータン／ナチュラリスト                                           | 77        | 1         | 「VOLVO850」CMソング                                                                    |
| 22nd | 1994年12月19日 | Shining Love／I Can't Get You Off My Mind                                        | 63        | 3         | TBS『楽珍!スポーツ共和国』エンディング曲                                                |
| 23rd | 1995年5月10日  | キライになれない／雨の日の花のように                                             | 16        | 9         | テレビアニメ『魔法騎士レイアース』第2期オープニング曲                                   |
| 24th | 1995年9月1日   | 風になれ（限定発売）                                                             |           |           | 鈴木みのる選手入場テーマ曲                                                              |
| 25th | 1996年1月25日  | エデン／ジェットコースター                                                       |           |           | 第一製薬CMソング                                                                        |
| 26th | 1997年2月5日   | ラブリインカーネーション／Virgin Celebration／ LOVE REINCARNATION（Trance Take） |           |           | TBS『ウェディングベル』エンディング曲                                                   |
| 27th | 1997年4月23日  | Venus／螺旋                                                                      |           |           | TBS愛の劇場『あした吹く風』主題歌                                                       |
| 28th | 1998年6月17日  | I'm NUDE／Day＆Tears                                                             |           |           | エステティックサロン「IBC」CMソング 晏由美名義                                          |
| 29th | 2004年11月13日 | 風になれ／where is my Hero（限定発売）                                           |           |           | 鈴木みのる選手入場テーマ曲                                                              |
| 30th | 2005年9月21日  | Sa-ah!／Glory way                                                                |           |           | （財）日本バレーボール協会公式応援ソング                                                |
| 32nd | 2012年10月3日  | 勝利の女神が舞いおりた!!／Dreamer                                                |           |           | 千葉ロッテマリーンズ公式サポートソング                                                  |
| 33rd | 2013年1月4日   | 風になれ〜I have to be a lonely warrior,tonight〜（限定発売）                    |           |           | 鈴木みのる選手入場テーマ曲                                                              |
| 34th | 2013年11月22日 | 愛しき君へ（限定発売）                                                           |           |           | NHKラジオ第一放送（全国）『午後のまりやーじゅ』『｢NHKガイド』2013年11月度エンディング曲 |
| 35th | 2018年6月23日  | 風になれ～The King to the World                                                  |           |           | 鈴木みのるのデビュー30周年を祝し制作された楽曲                                          |

### アルバム

#### スタジオ・アルバム
1. Midnight Kids（1984年10月21日）
2. Be True（1985年5月21日）
3. FAIR CHILD（1986年3月21日）
4. Smalltown Girl（1987年4月21日）
5. INNOCENT TEARS（1988年5月18日）
6. KIDS BLUE（1989年6月24日）
7. BROTHER（1990年8月29日）
8. Calendar Girl（1991年8月21日）
9. Dreams（1993年2月24日）
10. Be Natural（1994年8月24日）
11. Cry Baby（1995年7月12日）
12. Yes（2005年7月20日）
13. グレープフルーツムーン（2006年4月26日）
14. AYUMI ON!（2013年6月26日）
15. Chameleon（2015年2月25日）

#### ベスト・アルバム
本人公認・本人が制作に関わった作品のみ掲載（非公認ベストは記載しない）。
1. HEART of DIAMONDS（1987年11月21日）
2. HEART of DIAMONDS II（1992年7月29日）
3. rocks（2004年8月4日）
4. BEST COLLECTION HUMMING BIRD YEARS '84-'93（2012年9月12日）
5. Ayumi of AYUMI〜30th Anniversary All Time Best（2014年9月3日）
6. A BEST〜Rolling 50（2016年12月7日）
7. Ayumi of AYUMI〜35th Anniversary Best 完全版（2019年7月31日）

#### 企画アルバム／ミニ・アルバム
1. Holly-Night（1986年12月16日）
2. 1966628（2011年7月23日）
3. 「風になれ」 完全版20周年ベスト〜鈴木みのるテーマ曲集 （2015年9月30日）[7]
4. W (相川七瀬との新ユニット・ANNAの作品/2019年6月26日)

#### カバー・アルバム
1. VOICE（2008年2月3日）
2. VOICE plus（2008年11月26日）　※「VOICE」に1曲追加したもの。
3. VOICE II（2009年6月24日）
4. VOICE III 〜青春の光と影〜（2010年4月28日）
5. Enter  Jazz カバーアルバム(2021年3月14日)

#### ライブ・アルバム
1. Decade-Ayumi Live-（1993年11月24日）
2. LIVE WITH LIZ（1998年12月24日）晏由美名義

#### 先行配信楽曲
1. ひまわり（2011年4月27日）
2. 愛してるよNiPPON（2011年5月19日）
3. 同じ空の下で（2011年6月29日）
4. 愛しき君へ（2013年11月6日）
5. Only Love   (2023年8月9日)

#### 映像作品
1. THE WILD CHILD BOUND（1986年）
2. HEART of DIAMONDS（1987年）
3. It's All right（1990年）
4. 恐竜は生きていた（2005年）
5. LIVE! LIVE! LIVE! OH! CARNIVAL（2006年）
6. Ayumi of AYUMI 〜30th Anniversary PREMIUM BEST LIVE at ReNY 20140919（2015年）
7. Rock Alive 2018 TOKYO20180812×OSAKA20181124(2019年)
8. Rock Alive 2019 AYUMI DAY SPECIAL (2020年)

### 楽曲提供
- 坂本冬美「アジアの海賊」（作詞・作曲）

- 東大阪市立義務教育学校くすは縄手南校校歌「虹」（作詞・作曲）

### 書籍
- フォトブック「ROLL OVER19」（1985年 学研）
- メッセージ・詩集 FAIR CHILD（1986年 シンコーミュージック）
- Liberal 中村あゆみ写真集（1986年 扶桑社）

### その他
- なみだ（2007年3月29日発売）PlayStation 2用ソフト「北斗の拳 〜審判の双蒼星 拳豪列伝〜」（セガ）エンディングテーマ曲。特典DVDにのみMV収録。

## 参加作品
| 発売日         | アーティスト                       | タイトル                            | 備考 |
| -------------- | ---------------------------------- | ----------------------------------- | --- |
| 1986年         | 高橋研                             | ハイウェイ#99とヴァガボンド・ムーン | アルバム「Freedom」収録。 |
| 1993年7月25日  | HIROSHIMA'93 PEACE BIRDS ALL-STARS | 青空の下のHEAVEN                    | |
| 2009年4月22日  | つるの剛士                         | WINDING ROAD                        | アルバム「つるのうた」収録。 つるの、TAKE（Skoop On Somebody）と歌唱。                                                                |
| 2009年10月28日 | 稲垣潤一                           | 悲しみは雪のように                  | アルバム「男と女2」収録。デュエットで参加。                                                                                           |
| 2015年9月30日  | SHOW-YA                            | Rock Love                           | アルバム『PROGRESS』に収録。 杏子、相川七瀬、土屋アンナ、Gacharic Spin（はな、オレオレオナ）、石田ミホコ、稚菜とともにコーラス担当 。 |
| 2015年10月28日 | 相川七瀬                           | BOMBER GIRL                         | カバーアルバム「Treasure Box -Tetsuro Oda Songs-」に収録。 寺田恵子（SHOW-YA）、杏子とともにゲストボーカルとして参加。                |

## 出演

### ドラマ
- ひるドラ「パンダが町にやってくる」（2008年11月20日、毎日放送）本人役

### CM
- オートカルザ（1984年）
- 日立 Lo-D CAR COMPO LAGOON-D（1986年 - 1987年）
- カナダドライ ジンジャーエール（1989年）
- ミズノ メガヘルツ（1992年）
- エステティックサロン IBC（1998年）

### テレビ
- ベストサウンド（1985年、NHK教育テレビ）難波弘之のアシスタント
- 中村あゆみ SPECIAL NIGHT 横浜赤レンガライブ（2010年12月4日、ひかりTV）

他多数

### 映画（声優）
- オシャレ魔女♥ラブandベリー しあわせのまほう（2007年）ラジオDJ役

### ラジオ
- 中村あゆみのオールナイトニッポン（ニッポン放送）[1]
- KITCHEN-TALK CLUB（NACK5）
- 中村あゆみRockin`mama（NACK5）
- 中村あゆみとアジアの海賊たち（2008年1月 - 、AIR-G'）

### 舞台
- MISSING BOYs〜僕が僕であるために〜（2009年）ヨーコ役

### 音楽番組（1990年代まで）
- レッツゴーヤング（NHK）
  - 1985年1月27日：Midnight Kids
- ポップジャム（NHK）
  - 1995年8月4日：キライになれない
- 夜のヒットスタジオ（フジテレビ）
  - 1985年5月22日：翼の折れたエンジェル
  - 1985年6月19日：翼の折れたエンジェル
  - 1986年12月24日：ONE HEART
  - 1987年1月14日：ONE HEART
  - 1987年3月25日：Rolling Age
  - 1987年5月27日：Tokyo City Serenade
  - 1987年7月8日：Tokyo City Serenade
  - 1987年12月30日：やせっぽちのジョニー.E
  - 1988年4月13日：Precious friend
  - 1988年11月2日：Only You
  - 1989年5月17日：ともだち
  - 1990年8月15日：BROTHER
- ミュージックステーション（テレビ朝日）
  - 1990年4月13日：It's All right
  - 1990年8月3日：BROTHER
  - 1991年3月22日：HERO/Smalltown Girl
  - 1991年8月23日：ベイエリアの少年
  - 1992年10月16日：Jin Jin Jin
  - 1993年2月12日：LADY BOOGIE
  - 1993年10月15日：翼の折れたエンジェル → BROTHER
  - 1995年6月9日：キライになれない
- ザ・ベストテン（TBS）
- 3曲がランクイン。合計25週のベストテン入り
  - 1985年7月25日：翼の折れたエンジェル
  - 1986年5月8日：ちょっとやそっとじゃCan't Get Love
  - 1986年5月15日：ちょっとやそっとじゃCan't Get Love
  - 1989年4月27日：ともだち
  - 1989年5月18日：ともだち
- トップテンシリーズ（日本テレビ）
  - 1985年7月22日：翼の折れたエンジェル
  - 1986年5月5日：ちょっとやそっとじゃCan't Get Love
  - 1986年5月12日：ちょっとやそっとじゃCan't Get Love
  - 1986年6月9日：ちょっとやそっとじゃCan't Get Love
  - 1989年5月22日：ともだち
  - 1989年6月5日：ともだち

### イベント
- 島根大学 淞風祭（1991年11月）
- 阿蘇音楽大陸 音旅 -おんたび-（2009年10月2日 - 4日）
- 東日本大震災復興支援 中村あゆみ×東京フィルハーモニー交響楽団 弦楽四重奏チャリティーライブinオペラシティ（2011年5月）
- ステラミュージックフェスティバル 2010年〜
- 中村あゆみLIVE ×鈴木みのるプロレスのコラボ・イベント「あゆみのる Presents“風になれ”フェスティバル」 2014年11月9日

その他、加山雄三や南こうせつなどが主催するイベントにも数多く参加している。